# Kepa Kaufhaus

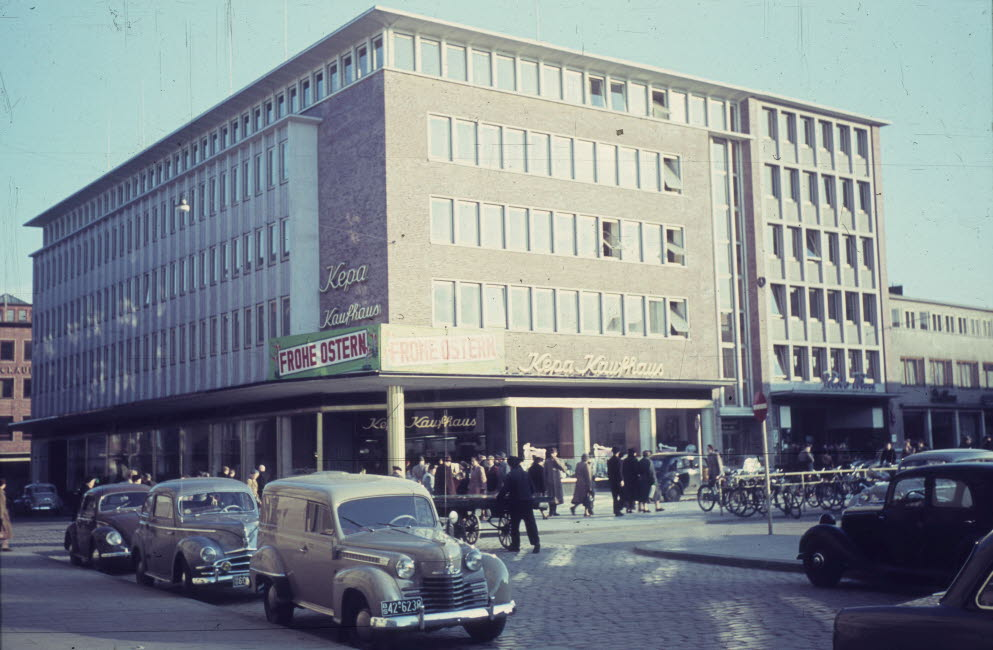
Kepa-Kaufhaus in der Kieler Holstenstraße (1954)

Die Kepa Kaufhaus GmbH war eine deutsche Warenhauskette, die 1926 als Epa gegründet wurde. Sie fungierte als Niedrigpreis-Kette von Karstadt. Die Gesellschaft existiert heute als Vermieter ehemaliger Standorte und hat ihren Sitz in Düsseldorf.

## Geschichte
Gegründet wurde die nach amerikanischem Muster konzipierte Kette am 17. Juli 1926 durch die damalige Rudolph Karstadt AG unter dem Namen Einheitspreis Aktiengesellschaft (EPA). Bis 1932 entstanden 52 Filialen. Typisch für das Unternehmen, das ausschließlich Artikel des täglichen Bedarfs führte, waren niedrige Preise, die einem festen gestaffelten „Einheitspreissystem“ (0,10, 0,25, 0,50, 0,75 sowie 1,00 Reichsmark) folgten. Ferner wurde das Warensortiment ausschließlich für die Epa produziert und weitgehend von der Epa oder Karstadt selbst hergestellt, insbesondere Wurst- und Fleischwaren, Konserven sowie Schokolade, aber auch Bekleidung, Gardinen, Matratzen, Papier- und Lederwaren. Angeboten wurden rund 3000 Artikel. Mit 5100 Mitarbeitern erzielte die Epa binnen kurzer Zeit einen Jahresumsatz von 111 Millionen Reichsmark. Ähnlich aufgebaute Unternehmen entstanden in Deutschland (Ehape 1926), den Niederlanden (Hema 1926) und der Schweiz (EPA 1930).
Verhängnisvoll wurde für die Epa und den Mutterkonzern Karstadt die Finanzierung der rasanten Expansion mit kurzfristigen Geldern. In der Weltwirtschaftskrise geriet der Mutterkonzern in eine Krise, da diese Gelder nun abgezogen wurden. Die Aktien der immer noch mit Gewinn arbeitenden Epa mussten daraufhin an ein Bankenkonsortium abgetreten werden. Alle eigenen Produktionsstätten wurden verkauft oder abgewickelt.
Ab 1933 unternahmen die Nationalsozialisten Propaganda- und Boykottaktionen gegen Warenhausketten, da sie als „jüdische Erfindung“ galten, darunter auch die Epa. Durch gesetzliche Regelungen wurde die Errichtung, Erweiterung und Verlegung von Einheitspreisgeschäften untersagt. Nach dem endgültigen Verbot des Einheitspreissystems erfolgte 1937 die Umbenennung in Kepa, was einfach nur „keine Epa“ bedeutete. Später wurde die Abkürzung gelegentlich als „Karstadt-Einkauf-Paradies“ interpretiert. 1943 erfolgte die Umwandlung der AG in eine GmbH.
Nach Ende des Zweiten Weltkriegs begann der Wiederaufbau der durch Kriegszerstörungen und Enteignung in Ostdeutschland geschwächten Warenhauskette. 1956 verfügte das Unternehmen wieder über 29 Filialen und galt als „größtes Groschenladen-Unternehmen“ Deutschlands. Je nach Größe der Filiale wurden in den Kepa-Häusern zwischen 6.000 und 13.500 Artikel angeboten. 1976 betrieb die Kette 85 Häuser und erzielte einen Umsatz von 1,1 Milliarden Mark. 1977 wurde die Auflösung beschlossen und die Filialen mehrheitlich zu Fachmärkten wie z. B. Karstadt Spiel- + Sporthaus umgewandelt. Die letzten Standorte wurden 1980 geschlossen.